# 萬國公法
《萬國公法》（英語：Elements of International Law）直譯為《國際法原理》，是美國法學家亨利·惠頓寫的一部國際法著作，於1836年出版。這部著作出版後，被翻譯成西方各國語言；隨後被翻譯成漢語和日語，對近代國際法體系有著深遠的影響。
美國傳教士丁韙良在美國駐華公使華若翰、蒲安臣的建議下，將這部著作譯成中文，後來得到總理衙門的官員崇厚的支持，於1863年完成。1864年，由京都（京師）崇實館刊行，定中文譯名為《萬國公法》，1865年正月進呈御覽。同年，丁韙良被聘為為同文館教習，本書成為同文館生徒修習的重要課目。恭亲王奕訢称此书与“中国制度原不尽合，但其中亦间有可采之处”，遂令总理衙门拨银500两以助刊印。总理衙门刊印300部，颁发各省督抚备用。 该书首次向中国人介绍了领水理论，清朝官員曾運用成功處理了「普丹大沽口船舶事件」，对鼓舞清政府引进西方国际法起了很大作用。  
《萬國公法》中文譯本出版後，流傳到日本。勝海舟對此書大為讚賞。開成所（江戶幕府開設的洋學研究機構）將其翻刻，最早的日文版是堤殼士志的《萬國公法譯義》和重野安繹《和譯萬國公法》。明治政府設計國家體制時，很大程度上參考了此書。

## 目錄
- 第一卷 釋公法之義，明其本源，題其大旨
  - 第一章 釋義明源
  - 第二章 論邦國自治、自主之權
- 第二卷 論諸國自然之權
  - 第一章 論其自護、自主之權
  - 第二章 論制定律法之權
  - 第三章 論諸國平行之權
  - 第四章 論各國掌物之權
- 第三卷 論諸國平時往來之權
  - 第一章 論通使之權
  - 第二章 論商議立約之權
- 第四卷 論交戰條規
  - 第一章 論戰始
  - 第二章 論敵國交戦之權
  - 第三章 論戰時局外之權
  - 第四章 論和約章程

## 腳註
1. 1 2  . Google Books.   [2010-09-10]. （原始内容存档于2021-02-10）.
2. ↑  王爾敏. . 臺灣師大歷史學報. 2007-06, (37期)  [2023-06-03]. doi:10.6243/BHR.2007.037.119. （原始内容存档于2020-03-21）.
3. 1 2  . 中国国家数字图书馆.[]
4. ↑  刘利民. . 光明日报. 2007年4月13日.
5. ↑  何勤华.  (PDF). 《法学研究》. 2001年, (第5期)  [2023-06-03]. （原始内容存档 (PDF)于2022-12-26）.

## 外部連結
- Elements of International Law〔第6版〕載於Google圖書
- 京都大學附屬圖書館藏《萬國公法》，日本開成所翻刻本，4卷、6分冊（一、二 （页面存档备份，存于）、三 （页面存档备份，存于）、四、五 （页面存档备份，存于）、六[]）
- 中國哲學書電子化計劃